# Aliabad-e Asgarchan
Aliabad-e Asgarchan – miejscowość w Iranie, w ostanie Mazandaran. W 2006 roku liczyła 1680 mieszkańców w 458 rodzinach.